# HTC One M9
HTC One M9 là chiếc điện thoại thông minh Android được sản xuất và bán ra bởi HTC. Thế hệ thứ ba của dòng One được chính thức được công bố trong một cuộc họp báo tại Đại hội Thế giới Di động vào ngày 1 tháng 3 năm 2015 và được phát hành để bán lẻ rộng rãi vào ngày 10 tháng 4 năm 2015. Nó là sự kế thừa cho HTC One (M8).